# 科學探險隊
《科學險隊》，是一部以傳統賽璐珞動畫加上特攝方式拍攝的電視動畫，由日昇動畫公司製作，共34集，於1979年7月27日至1980年3月28日首播。
後來在香港無線電視的兒童節目「跳飛機」時段，曾以《科學探險隊》的譯名播出。

## 介绍
傳说地球有3794個謎，為了知道謎團的真相。國際聯盟就在1999年成立科學探險隊。科學探險隊是有五個人（鐵橋（藍色）, 利利（粉紅色）, 神童（綠色）, 米奇（黃色）, 達志（橙色）），成員都具備了勇氣、個人能力及科學知識。他們开各種机器（主機“天山五號”，及在主機搭載的藍色車會變成“飛天天山號”，紅色車會變成“鑽地天山號”，黃色車則會變成“潛水天山號”），包括時光機，調查世界各地的古代遺跡以及怪現象的真相。
這五個角色的其中一位男隊員米奇後來在一次冒險中死去（第29話）。之後國際聯盟派出另一位後補男隊員加入，制服的顔色是深綠色的。這位隊員（丹尼）由於是後來加入，因此經常與其他隊員有爭拗。

## 人员
- 企画：東急エージェンシー、日本サンライズ
- 原案：矢立肇、高橋靖男
- 企画設定:荒木芳久
- シリーズ構成:富田祐弘
- 特撮監督：佐川和夫
- キャラクターデザイン:鈴木満
- メカニックデザイン:DMデザイン(樋口雄一)
- 動画チェック：赤崎慶、並木正人、斉藤ふみやす
- 美術監督：オットー・ツシ
- 色彩設計：すずきたかこ
- 撮影監督：野村達哉
- 美術：春野雅好、佐藤信
- 背景：みにあーと、スタジオSF、アドコスモ
- 仕上：スタジオライフ、スタジオM
- 撮影：天平フィルム、アニメフィルム、緒方プロダクション
- 編集：井上和夫、小長谷八郎
- 超音：日向国男
- 実写特撮：特撮研究所
  - 操演：鈴木昶　白熊栄二
  - 美術：大澤哲三
  - 撮影：田村輝行
  - 照明：日出明義
  - 合成：デンフィルム
  - 制作：中村英暉
- 音楽:淡海悟郎
- 音響監督:松浦典良
- 特殊効果：田中孝夫、山本公
- 設定製作：並木敏
- 製作デスク：冨田誠一
- プロデューサー:石川博（東京12チャンネル）、松島忠（東急エージェンシー）、安達登（日本サンライズ）
- 監督：四辻たかお
- 製作：東京12チャンネル・日本サンライズ

## 関連事項
- 円谷恐竜三部作
  - 恐龙救生队
  - 恐龙大战争
- トミカヒーロー レスキューフォース

## 外部連結
- 「科学冒険隊タンサー5」公式サイト （页面存档备份，存于）（日語）
- 日昇動畫官網（日語）